# Trichoniscus beroni
Trichoniscus beroni là một loài chân đều trong họ Trichoniscidae. Loài này được Andreev miêu tả khoa học năm 1985.